# Gotthard Schuster
Gotthard Schuster (* 1674 in Langenhessen; † 1761 in Zwickau) war ein evangelischer Theologe und Kirchenlieddichter.
Er wurde als Sohn des Pfarrers Gottfried Schuster († 1684) geboren. Schuster besuchte zunächst das Gymnasium in Altenburg, ab 1697 die Universität Leipzig, wo er 1700 den Titel eines Magister erwarb. 1702 wurde er Katechet in Paunsdorf bei Leipzig, 1703 Pfarrer in Stenn südwestlich von Zwickau, 1706 Protodiakonus an der Katharinenkirche in Zwickau, 1727 Archidiakonus der St.-Marien-Kirche.

## Werke
- Das andächtig-singende Evangelische Zion, oder vollständiges Gesang-Buch: welches in sich hält zwölf hundert Lieder, die in denen Chur- und Fürstl. Sächsischen Kirchen, auch andern Orten, gesungen werden. Zwickau 1736.
- M. Gotthard Schusters geistlicher Hauß- und Schul-Lehrer, welcher die sonn- und fest-täglichen Evangelia, wie auch unterschiedene biblische Buß- und Paßions-Texte … nebst christlichen Sterbens-Betrachtungen – und einem Gesang- und Gebet-Buch … an das Licht gestellet. Zwickau 1738 (4. Aufl. ebd. 1741).
- Zahlreiche weitere theologische Texte und Leichenpredigten, die auf GBV recherchiert werden können.

| Personendaten    | Personendaten                                          |
| ---------------- | ------------------------------------------------------ |
| NAME             | Schuster, Gotthard                                     |
| KURZBESCHREIBUNG | deutscher lutherischer Theologe und Kirchenlieddichter |
| GEBURTSDATUM     | 1674                                                   |
| GEBURTSORT       | Langenhessen                                           |
| STERBEDATUM      | 1761                                                   |
| STERBEORT        | Zwickau                                                |